# Natation aux Jeux olympiques d'été de 1988
Navigation
Les résultats des compétitions de natation à l'occasion des Jeux olympiques d'été de 1988 organisés à Séoul.

## Tableau des médailles
| Rang  | Pays                 | Médaille d'or | Médaille d'argent | Médaille de bronze | Total |
| ----- | -------------------- | ------------- | ----------------- | ------------------ | ----- |
| 1     | Allemagne de l'Est   | 11            | 8                 | 9                  | 28    |
| 2     | États-Unis           | 8             | 6                 | 4                  | 18    |
| 3     | Hongrie              | 4             | 2                 | 0                  | 6     |
| 4     | Union soviétique     | 2             | 2                 | 5                  | 9     |
| 5     | Australie            | 1             | 1                 | 1                  | 3     |
| 5     | Bulgarie             | 1             | 1                 | 1                  | 3     |
| 5     | Grande-Bretagne      | 1             | 1                 | 1                  | 3     |
| 5     | Allemagne de l'Ouest | 1             | 1                 | 1                  | 3     |
| 9     | Japon                | 1             | 0                 | 0                  | 1     |
| 9     | Suriname             | 1             | 0                 | 0                  | 1     |
| 11    | Chine                | 0             | 3                 | 1                  | 4     |
| 12    | Canada               | 0             | 1                 | 1                  | 2     |
| 12    | Roumanie             | 0             | 1                 | 1                  | 2     |
| 14    | Costa Rica           | 0             | 1                 | 0                  | 1     |
| 14    | Danemark             | 0             | 1                 | 0                  | 1     |
| 14    | Pays-Bas             | 0             | 1                 | 0                  | 1     |
| 14    | Suède                | 0             | 1                 | 0                  | 1     |
| 18    | France               | 0             | 0                 | 2                  | 2     |
| 18    | Nouvelle-Zélande     | 0             | 0                 | 2                  | 2     |
| 20    | Italie               | 0             | 0                 | 1                  | 1     |
| 20    | Pologne              | 0             | 0                 | 1                  | 1     |
| 20    | Espagne              | 0             | 0                 | 1                  | 1     |
| Total | Total                | 31            | 31                | 31                 | 93    |

### Messieurs
| Discipline           | Médaille d'or                                                                                   | Médaille d'or  | Médaille d'argent                                                                                        | Médaille d'argent | Médaille de bronze                                                              | Médaille de bronze |
| -------------------- | ----------------------------------------------------------------------------------------------- | -------------- | --- | ----------------- | ------------------------------------------------------------------------------- | ------------------ |
| Nage libre           |                                                                                                 |                | |                   |                                                                                 |                    |
| 50 m                 | Matt Biondi                                                                                     | 22 s 14 RM     | Tom Jager                                                                                                | 22 s 36           | Gennadiy Prigoda                                                                | 22 s 71            |
| 100 m                | Matt Biondi                                                                                     | 48 s 63        | Christopher Jacobs                                                                                       | 49 s 08           | Stéphan Caron                                                                   | 49 s 62            |
| 200 m                | Duncan Armstrong                                                                                | 1 min 47 s 25  | Anders Holmertz                                                                                          | 1 min 47 s 89     | Matt Biondi                                                                     | 1 min 47 s 99      |
| 400 m                | Uwe Daßler                                                                                      | 3 min 46 s 95  | Duncan Armstrong                                                                                         | 3 min 47 s 15     | Artur Wojdat                                                                    | 3 min 47 s 34      |
| 1500 m               | Vladimir Salnikov                                                                               | 15 min 00 s 40 | Stefan Pfeiffer                                                                                          | 15 min 02 s 69    | Uwe Daßler                                                                      | 15 min 06 s 15     |
| Dos                  |                                                                                                 |                | |                   |                                                                                 |                    |
| 100 m                | Daichi Suzuki                                                                                   | 55 s 05        | David Berkoff                                                                                            | 55 s 18           | Igor Polyansky                                                                  | 55 s 20            |
| 200 m                | Igor Polyansky                                                                                  | 1 min 59 s 37  | Frank Baltrusch                                                                                          | 1 min 59 s 60     | Paul Kingsman                                                                   | 2 min 00 s 48      |
| Brasse               |                                                                                                 |                | |                   |                                                                                 |                    |
| 100 m                | Adrian Moorhouse                                                                                | 1 min 02 s 04  | Károly Güttler                                                                                           | 1 min 02 s 05     | Dmitri Volkov                                                                   | 1 min 02 s 20      |
| 200 m                | József Szabó                                                                                    | 2 min 13 s 52  | Nick Gillingham                                                                                          | 2 min 14 s 12     | Sergio López Miró                                                               | 2 min 15 s 21      |
| Papillon             |                                                                                                 |                | |                   |                                                                                 |                    |
| 100 m                | Anthony Nesty                                                                                   | 53 s 00        | Matt Biondi                                                                                              | 53 s 01           | Andy Jameson                                                                    | 53 s 30            |
| 200 m                | Michael Gross                                                                                   | 1 min 56 s 94  | Benny Nielsen                                                                                            | 1 min 58 s 24     | Anthony Mosse                                                                   | 1 min 58 s 28      |
| 4 nages              |                                                                                                 |                | |                   |                                                                                 |                    |
| 200 m                | Tamás Darnyi                                                                                    | 2 min 00 s 17  | Patrick Kühl                                                                                             | 2 min 01 s 61     | Vadim Yaroshchuk                                                                | 2 min 02 s 40      |
| 400 m                | Tamás Darnyi                                                                                    | 4 min 14 s 75  | David Wharton                                                                                            | 4 min 17 s 36     | Stefano Battistelli                                                             | 4 min 18 s 01      |
| Relais               |                                                                                                 |                | |                   |                                                                                 |                    |
| 4 × 100 m nage libre | États-Unis Chris Jacobs Troy Dalbey Tom Jager Matt Biondi Doug Gjertsen Brent Lang Shaun Jordan | 3 min 16 s 53  | Union soviétique Gennadiy Prigoda Yuri Bashkatov Nikolai Yevseyev Vladimir Tkatchenko Raimundas Mažuolis | 3 min 18 s 33     | Allemagne de l'Est Dirk Richter Thomas Flemming Lars Hinneburg Steffen Zesner   | 3 min 19 s 82      |
| 4 × 200 m nage libre | États-Unis Troy Dalbey Matthew Cetlinski Doug Gjertsen Matt Biondi                              | 7 min 12 s 51  | Allemagne de l'Est Uwe Daßler Sven Lodziewski Thomas Flemming Steffen Zesner                             | 7 min 13 s 68     | Allemagne de l'Ouest Erik Hochstein Thomas Fahrner Rainer Henkel Michael Gross  | 7 min 14 s 35      |
| 4 × 100 m 4 nages    | États-Unis David Berkoff Richard Schroeder Matt Biondi Chris Jacobs                             | 3 min 36 s 93  | Canada Mark Tewksbury Victor Davis Tom Ponting Sandy Goss                                                | 3 min 39 s 28     | Union soviétique Igor Polyansky Dmitri Volkov Vadim Yaroshchuk Gennadiy Prigoda | 3 min 39 s 96      |

### Dames
| Discipline           | Médaille d'or                                                                   | Médaille d'or   | Médaille d'argent                                                    | Médaille d'argent | Médaille de bronze                                          | Médaille de bronze |
| -------------------- | ------------------------------------------------------------------------------- | --------------- | -------------------------------------------------------------------- | ----------------- | ----------------------------------------------------------- | ------------------ |
| Nage libre           |                                                                                 |                 |                                                                      |                   |                                                             |                    |
| 50 m                 | Kristin Otto                                                                    | 25 s 49         | Yang Wenyi                                                           | 25 s 64           | Jill Sterkel Katrin Meißner                                 | 25 s 71            |
| 100 m                | Kristin Otto                                                                    | 54 s 93         | Zhuang Yong                                                          | 55 s 47           | Catherine Plewinski                                         | 55 s 49            |
| 200 m                | Heike Friedrich                                                                 | 1 min 57 s 65   | Silvia Poll                                                          | 1 min 58 s 67     | Manuela Stellmach                                           | 1 min 59 s 01      |
| 400 m                | Janet Evans                                                                     | 4 min 3 s 85 RM | Heike Friedrich                                                      | 4 min 5 s 94      | Anke Möhring                                                | 4 min 6 s 62       |
| 800 m                | Janet Evans                                                                     | 8 min 20 s 20   | Astrid Strauß                                                        | 8 min 22 s 09     | Julie McDonald                                              | 8 min 22 s 93      |
| Dos                  |                                                                                 |                 |                                                                      |                   |                                                             |                    |
| 100 m                | Kristin Otto                                                                    | 1 min 0 s 89    | Krisztina Egerszegi                                                  | 1 min 1 s 56      | Cornelia Sirch                                              | 1 min 1 s 57       |
| 200 m                | Krisztina Egerszegi                                                             | 2 min 9 s 29    | Kathrin Zimmermann                                                   | 2 min 10 s 61     | Cornelia Sirch                                              | 2 min 11 s 45      |
| Brasse               |                                                                                 |                 |                                                                      |                   |                                                             |                    |
| 100 m                | Tania Dangalakova                                                               | 1 min 7 s 95    | Antoaneta Frenkeva                                                   | 1 min 8 s 74      | Silke Hörner                                                | 1 min 8 s 83       |
| 200 m                | Silke Hörner                                                                    | 2 min 26 s 71   | Huang Xiaomin                                                        | 2 min 27 s 49     | Antoaneta Frenkeva                                          | 2 min 28 s 34      |
| Papillon             |                                                                                 |                 |                                                                      |                   |                                                             |                    |
| 100 m                | Kristin Otto                                                                    | 59 s 00         | Birte Weigang                                                        | 59 s 45           | Qian Hong                                                   | 59 s 52            |
| 200 m                | Kathleen Nord                                                                   | 2 min 9 s 51    | Birte Weigang                                                        | 2 min 9 s 91      | Mary T. Meagher                                             | 2 min 10 s 80      |
| 4 nages              |                                                                                 |                 |                                                                      |                   |                                                             |                    |
| 200 m                | Daniela Hunger                                                                  | 2 min 12 s 59   | Elena Dendeberova                                                    | 2 min 13 s 31     | Noemi Lung                                                  | 2 min 14 s 85      |
| 400 m                | Janet Evans                                                                     | 4 min 37 s 76   | Noemi Lung                                                           | 4 min 39 s 46     | Daniela Hunger                                              | 4 min 39 s 76      |
| Relais               |                                                                                 |                 |                                                                      |                   |                                                             |                    |
| 4 × 100 m nage libre | Allemagne de l'Est Kristin Otto Katrin Meißner Daniela Hunger Manuela Stellmach | 3 min 40 s 63   | Pays-Bas Marianne Muis Mildred Muis Conny van Bentum Karin Brienesse | 3 min 43 s 39     | États-Unis Mary Wayte Mitzi Kremer Laura Walker Dara Torres | 3 min 44 s 25      |
| 4 × 100 m 4 nages    | Allemagne de l'Est Kristin Otto Silke Hörner Birte Weigang Katrin Meißner       | 4 min 3 s 74    | États-Unis Beth Barr Tracey McFarlane Janel Jorgensen Mary Wayte     | 4 min 7 s 90      | Canada Lori Melien Allison Higson Jane Kerr Andrea Nugent   | 4 min 10 s 49      |